# 六合村 (千葉県)
六合村（ろくごうむら）は、千葉県印旛郡に存在した村。現在の印西市東部（旧・印旛村地区）に位置している。村の南部と東部には印旛沼がある。

## 沿革
- 1889年（明治22年）4月1日 - 町村制施行に伴い、瀬戸村、山田村、平賀村、吉高村、萩原村、松虫村が合併し成立。
- 1955年（昭和30年）3月10日 - 宗像村と合併して印旛村となり消滅。